# Lara (Lord Byron)
Lara est un poème de Lord Byron publié en 1814, composé de deux chants.

## Contexte
La publication originelle de Lara a été faite anonymement et conjointement avec Jacqueline de Samuel Rogers. Dans cette édition, à cause de la publication anonyme par les deux auteurs dans le même ouvrage, il n’y avait aucun moyen de distinguer de l’auteur de chaque texte. Ce poème tragique et narratif de Byron est vu comme une continuation d’un autre de ses poèmes, Le Corsaire. Il détaille le retour du comte Lara après avoir passé quelques années à voyager à l’étranger, même si le personnage n'est pas clairement désigné. La publication de Lara et certains poèmes précédents augmentent l'enthousiasme que le public avait pour l'œuvre poétique de Byron après la publication originale de Le Pèlerinage de Childe Harold en 1812.
Avec un page comme seul compagnon, l’histoire de Lara se poursuit alors qu’il rencontre des problèmes avec ses congénères. Tout d’abord cela conduit à un duel que le comte Lara finit par gagner et, au fur et à mesure que l’histoire progresse, il doit aussi combattre à la fois amis et ennemis. Il réussit dans sa bataille contre toute attente, jusqu’à ce qu’une nuit il rencontre un grand groupe et tente de les combattre. Malheureusement, il est mortellement blessé au passage et meurt à la fin du poème.
Les premières ébauches du poème datent de 1814. La copie du texte que Byron a écrit pour la première édition a été faite entre le 14 juin et le 23 juin 1814. Des corrections ont été apportées par la suite, mais aucun des documents n’a été trouvé. Quelque temps après le 5 août 1814, Lara est publié pour la première fois avec Jacqueline. Les trois premières éditions ont été publiées ensemble et de manière anonyme, se vendant à près de 7 000 exemplaires. Lors de la parution de la quatrième édition, le poème a été publié seul et sous le nom de Byron.
Le poème est traduit en français pour la première fois par Amédée Pichot entre 1819 et 1821.

## Résumé
Le poème narratif raconte l'histoire du retour fatidique du comte Lara chez lui après avoir passé des années à l'étranger à parcourir l'orient. L'une des notes de bas de page de Byron explique que, même si le nom "Lara" est d'origine espagnole, "aucune circonstance de description locale ou nationale ne fixe la scène ou le héros du poème à un pays ou à un âge".
Le poème est composé de deux chants. Dans le premier, le mystérieux comte Lara, de lignée ancienne, revient dans son pays natal après une longue absence à l'étranger. Il n'est accompagné que d'un page oriental, Kaled, qui lui est silencieusement dévoué. Orphelin dans sa jeunesse (« Sans avoir personne qui contrôlât ses actions, ou lui signalât, quand il était temps encore, les mille sentiers qui conduisent au crime »), Lara avait mené une vie dissolue à la maison jusqu'à son départ à l'étranger alors qu'il était assez jeune. Il revient altéré, — réservé, hautain, et apparemment blême de plaisir et de gloire (« les rides qui sillonnent son front annoncent des passions, mais des passions éteintes »).
Par une belle nuit au clair de lune, les serviteurs de Lara sont réveillés par un cri surnaturel provenant de sa chambre, et ils se précipitent pour trouver le comte prosterné et inconscient sur le sol. Lara est ressuscité par Kaled, qui lui parle dans une langue étrangère. Bien que rien d'autre ne se produise, les serviteurs de Lara sont convaincus qu'il a vu une apparition et que le cri a été émis par quelque chose d'inhumain.
Lara assiste à une réception donnée par le comte Othon, un dignitaire local. En regardant les fêtards, il est reconnu par Sir Ezzelin, un parent d'Othon, qui le défie avec colère pour des crimes sans nom à l'étranger. Othon intervient et organise une rencontre entre les deux demain devant les nobles locaux pour juger des accusations. Lara accepte et quitte bientôt la salle, avec Kaled. Sir Ezzelin part peu de temps après.
Dans le deuxième chant, les nobles sont rassemblés le lendemain dans la salle d'Othon pour entendre les charges et la défense. Cependant, même si Lara se présente, Ezzelin n'apparaît pas. Après un échange de colère, Othon propose de combattre Lara à la place de son cousin, et est rapidement maîtrisé par Lara, qui l'épargne à l'intervention des nobles.
Pendant ce temps, Ezzelin a totalement disparu, n'étant jamais revenu de l'assemblée du soir dans la salle d'Othon ; les soupçons se dirigent rapidement vers Lara, et l'impitoyable Othon incite le reste de la noblesse à mettre Lara en jugement. Ayant prévu la menace, Lara a cultivé les sympathies de la paysannerie opprimée du pays, écrasée par la noblesse hautaine et détachée. Quand Othon passe à l'action, Lara se révolte à la tête des serfs.
Après quelques succès initiaux, la foule indisciplinée de Lara en reçoit le pire ; lorsque la défaite, la désertion et des pièges ont réduit l'armée de Lara en un groupe petit mais fidèle, il décide de les conduire au-delà de la frontière et dans un autre pays. À la frontière même, cependant, ils sont interceptés, et après un combat acharné que Lara a presque emporté, il est touché par une flèche et tombe de son cheval, mortellement blessé. Alors qu'Othon et ses alliés s'approchent pour se réjouir de l'état déchu de Lara, le comte les ignore et meurt en parlant avec Kaled dans une langue étrangère. Lorsque Lara expire, Kaled s'évanouit et se découvre être une femme déguisée. Elle refuse de quitter le corps de Lara et reste vivant près de l'arbre sur lequel il est tombé et devant lequel il a été enterré, jusqu’à sa mort.
Un post-scriptum raconte comment un bûcheron local a vu le corps de Sir Ezzelin être jeté dans le lac par un cavalier masqué la nuit de sa disparition.

## Sources
- Œuvres complètes de Lord Byron, traduction en prose de Benjamin Laroche, 1847.
- Manfred : poème dramatique ; Lara : conte / par lord Byron ; traduction en vers par Hyacinthe Du Pontavice de Heussey, 1856.

## Autre source
- (en) Cet article est partiellement ou en totalité issu de l’article de Wikipédia en anglais intitulé « Lara, A Tale » (voir la liste des auteurs).